# Championnat de Belgique de football de deuxième division 1910-1911
Navigation
saison précédente saison suivante
Cette page présente la deuxième édition du championnat de  Promotion (D2) belge. À partir de cette saison, en plus de lutter pour la montée en Division d'Honneur, les clubs doivent aussi éviter la relégation vers les séries régionales.
Relégué de Division d'Honneur à la fin de la saison précédente, le FC Liégeois est donc le premier ancien champion de Belgique à devoir jouer en  Promotion (D2).
- Le nom des clubs est celui employé à l'époque.

## Clubs participants
Douze clubs prennent part à cette édition, soit un de plus que lors de la saison inaugurale.
| #  | Nom                                    | Mat. | Ville      | Terrain                           | En D2 depuis (série) | Total en D2 |
| -- | -------------------------------------- | ---- | ---------- | --------------------------------- | -------------------- | ----------- |
| 1  | Football Club Liégeois                 | 4    | Cointe     | Plaine du Champ d'Oiseaux         | 1910-1911 (1re)      | 1re         |
| 2  | Association Athlétique La Gantoise     | 7    | Gand       | Mussenplein                       | 1909-1910 (2e)       | 2           |
| 3  | Club Sportif Verviétrois               | 8    | Verviers   | Mussenplein                       | 1909-1910 (2e)       | 2           |
| 4  | Racing Club de Gand                    | 11   | Gand       | Emmanuel Hielstadion              | 1909-1910 (2e)       | 2           |
| 5  | Sporting Club de Theux                 | 14   | Theux      |                                   | 1909-1910 (2e)       | 2           |
| 6  | Stade Louvaniste                       | 18   | Louvain    |                                   | 1909-1910 (2e)       | 2           |
| 7  | Tilleur Football Club                  | 21   | Tilleur    | à proximité de la gare de Tilleur | 1909-1910 (2e)       | 2           |
| 8  | Football Club Malinois                 | 25   | Malines    | Achter de Kazerne                 | 1909-1910 (2e)       | 2           |
| 9  | Union Sportive Tournaisienne           | 26   | Tournai    | Plaine des Manœuvres              | 1909-1910 (2e)       | 2           |
| 10 | Association Sportive Anvers-Borgerhout | N/A' | Borgerhout |                                   | 1909-1910 (2e)       | 2           |
| 11 | Uccle Sport                            | 15   | Uccle      |                                   | 1909-1910 (2e)       | 2           |
| 12 | Antwerp Football Alliance              | N/A  | Anvers     |                                   | 1910-1911 (1re)      | 1re         |

| \| AS Anvers-Borgerhout Antwerp Foot. All. FC Malinois RC Mechelen La Gantoise RC Gand Uccle Sp. St. Louvaniste Tilleur FC CS Verviétois SC Theux US Tournaisienne \| Localisation des clubs engagés en Promotion 1910-1911 |
| AS Anvers-Borgerhout Antwerp Foot. All. FC Malinois RC Mechelen La Gantoise RC Gand Uccle Sp. St. Louvaniste Tilleur FC CS Verviétois SC Theux US Tournaisienne                                                             |

## Classement
Légende
- Champion et promu en Division d'Honneur la saison suivante
- Barrages pour attribuer le titre
- Barrages de maintien
- Relégation vers les séries inférieures

Abréviations
 : Relégué de Division d'Honneur 1909-1910

 : Promus des séries inférieures depuis la saison précédente
| Rang | Équipe                    | Pts | J  | G  | N | P  | Bp | Bc | Diff |
| ---- | ------------------------- | --- | -- | -- | - | -- | -- | -- | ---- |
| 1    | RC de Gand                | 35  | 22 | 16 | 3 | 3  | 66 | 13 | +53  |
| 2    | Uccle Sport               | 35  | 22 | 17 | 1 | 4  | 58 | 10 | +48  |
| 3    | CS Verviétois             | 29  | 22 | 14 | 1 | 7  | 63 | 27 | +36  |
| 4    | FC Malinois               | 29  | 22 | 13 | 3 | 6  | 48 | 27 | +21  |
| 5    | AS Anvers-Borgerhout      | 26  | 22 | 12 | 2 | 8  | 52 | 45 | +7   |
| 6    | AA La Gantoise            | 25  | 22 | 12 | 1 | 9  | 63 | 37 | +26  |
| 7    | FC Liégeois               | 21  | 22 | 9  | 3 | 10 | 42 | 47 | -5   |
| 8    | Tilleur FC                | 20  | 22 | 8  | 4 | 10 | 36 | 53 | -17  |
| 9    | Stade Louvaniste          | 16  | 22 | 8  | 0 | 14 | 44 | 43 | +1   |
| 10   | US Tournaisienne          | 11  | 22 | 5  | 1 | 16 | 31 | 80 | -49  |
| 11   | SC Theux                  | 11  | 22 | 5  | 1 | 16 | 39 | 86 | -47  |
| 12   | Antwerp Football Alliance | 6   | 22 | 2  | 2 | 18 | 18 | 92 | -74  |

## Déroulement de la saison

### Résultats des rencontres
Avec douze clubs engagés, 134 matches sont au programme de la saison.
| Résultats (▼dom., ►ext.)                                   | ASA | AFA | LAG | RCG   | FCL | LOU | FCM    | THE  | TIL  | TOU  | UCC | VER |
| AS Anvers-Borgerhout                                       |     | 6-0 | 4-2 | 2-0   | 1-0 | 2-1 | 2-1    | 1-4  | 10-1 | 4-3  | 0-4 | 5-2 |
| Antwerp Football Alliance                                  | 0-2 |     | 2-4 | 0-5   | 2-0 | 1-6 | 2-0    | 2-2  | 3-4  | 2-3  | 0-3 | 0-5 |
| AA La Gantoise                                             | 2-1 | 5-0 |     | 0-1   | 9-0 | 4-0 | 2-0    | 12-0 | 2-1  | 5-0  | 0-1 | 4-3 |
| RC de Gand                                                 | 4-0 | 2-2 | 2-0 |       | 2-2 | 4-0 | 5-1    | 7-0  | 4-0  | 6-0  | 1-2 | 2-0 |
| FC Liégeois                                                | 1-4 | 6-0 | 4-2 | 1-2   |     | 2-1 | 1-1    | 5-0  | 3-1  | 6-1  | 0-3 | 2-0 |
| Stade Louvaniste                                           | 2-0 | 7-1 | 0-1 | 4-1   | 1-2 |     | 0-1    | 11-0 | 6-0  | 2-1  | 0-2 | 0-2 |
| FC Malinois                                                | 4-1 | 2-1 | 2-1 | 1-2   | 1-1 | 1-0 |        | 6-1  | 2-1  | 10-2 | 1-0 | 1-0 |
| SC Theux                                                   | 2-4 | 8-0 | 5-0 | 0-3   | 0-2 | 1-2 | 0-5 ff |      | 2-3  | 7-0  | 0-2 | 0-4 |
| Tilleur FC                                                 | 2-2 | 4-1 | 4-2 | 0-0   | 2-1 | 2-5 | 1-1    | 4-1  |      | 2-0  | 0-0 | 1-0 |
| US Tournaisienne                                           | 1-1 | 5-0 | 1-4 | 0-8 ? | 3-0 | 0-2 | 0-2    | 3-1  | 4-3  |      | 1-2 | 2-3 |
| Uccle Sport                                                | 2-0 | 9-0 | 4-0 | 0-2   | 5-1 | 3-0 | 1-2    | 5-0  | 2-0  | 3-0  |     | 5-0 |
| CS Verviers                                                | 7-0 | 4-0 | 2-2 | 2-0   | 7-2 | 4-0 | 3-0    | 5-0  | 1-0  | 7-1  | 2-0 |     |
| - Victoire à domicile - Match nul - Victoire à l'extérieur |     |     |     |       |     |     |        |      |      |      |     |     |

### Test-match pour l'attribution du titre
Terminant à égalité à la fin du championnat, le RC de Gand et Uccle Sport doivent disputer un test-match pour désigner le champion. Avec les règles actuelles, Uccle Sport serait sacré champion grâce à un plus grand nombre de victoires.
| Date       | Equipe 1    | Equipe 2   | Score | Remarques             |
| ---------- | ----------- | ---------- | ----- | --------------------- |
| 07/05/1911 | Uccle Sport | RC de Gand | 1-1   | Terrain de l'Antwerp. |

### Replay - Test-match pour l'attribution du titre
| Date       | Equipe 1   | Equipe 2    | Score | Remarques             |
| ---------- | ---------- | ----------- | ----- | --------------------- |
| 14/05/1911 | RC de Gand | Uccle Sport | 1-0   | Terrain de l'Antwerp. |
|            | RC de GAND | Champion    |       |                       |

## Récapitulatif de la saison
- Champion : RC de Gand (1er titre en D2)
- Premier titre de "D2" pour la Province de Flandre orientale.

| Région flamande (5)             | Région flamande (5) | Province de Brabant (2)      | Province de Brabant (2) | Région wallonne (5)    | Région wallonne (5) |
| ------------------------------- | ------------------- | ---------------------------- | ----------------------- | ---------------------- | ------------------- |
| Province d'Anvers               | 3                   | Région de Bruxelles-Capitale | 1                       | Province de Hainaut    | 1                   |
| Province de Flandre-Occidentale | 0                   | Province du Brabant flamand  | 1                       | Province de Liège      | 4                   |
| Province de Flandre-Orientale   | 2                   | Province du Brabant wallon   | 0                       | Province de Luxembourg | 0                   |
| Province de Limbourg            | 0                   |                              |                         | Province de Namur      | 0                   |

1. ↑  Au niveau footballistique, la province de Brabant est toujours unitaire malgré sa partition territoriale en 1995.

## Montée / Relégation
Le Champion (RC de Gand) est promu en Division d'Honneur.
La Fédération décrète qu'il y a deux relégués à la fin de la saison. Le Sporting Club de Theux et l'Antwerp Football Alliance (ce dernier avait été promu en début de saison) doivent quitter la Promotion.
On ne peut affirmer avec une totale certitude les raisons de la relégation du Sporting Club de Theux par rapport à US Tournaisienne. Au terme du championnat, les deux équipes terminent à égalité. Theux termine avec une meilleure différence de buts et les confrontations directes sont aussi à l'avantage de Theux. Le club hennuyer s'impose (3-1) en septembre, mais s'incline lourdement, en décembre, lors de son voyage en Province de Liège (7-0). Mais à cette époque « des pionniers », ces deux critères ne sont pas pris en compte. Comme on ne trouve pas de trace d'un éventuel test-match, il est fort probable que l'US Tournaisienne peut se maintenir après avoir été choisie par la Fédération sur base de certains critères autant administratifs que sportifs. Le 15 février 1914, le SC Theux prendra sa revanche en allant éliminer le club hennuyer en Coupe de Belgique après un match "à incidents" (voir Coupe de Belgique 1913-1914).
Après la fin de la compétition, on enregistre la relégation du vice-champion, Uccle Sport. Il semblerait qu'un désaccord avec la Fédération entraîne des... « problèmes administratifs » ! On n'a pas de certitude qu'il s'agisse d'une "relégation" ou d'un "retrait volontaire" du club bruxellois.
Promus depuis les divisions inférieures: FC Bressoux, de l'Excelsior FC Hasselt et de Berchem Sport.

## Débuts en séries nationales et Débuts en "D2"

### Débuts en séries nationales
Un club fait ses débuts dans les séries nationales du football belge. Il est le 32e club différent à y apparaître.
- Antwerp Football Alliance (6e club anversois) différent en D2.

### Débuts en « D2 »
En plus du nouveau venu en « nationale », un club joue pour la première fois au 2e niveau de la hiérarchie du football belge. Il est le 12e club différent à y apparaître (à égalité avec  Antwerp Football Alliance, voir ci-dessus), portant le total de clubs à ce niveau à 13 entités.
- FC Liégeois  - 4eclub liégeois différent en D2.

## Divisions inférieures
À cette époque, les compétitions ne connaissent pas encore la même hiérarchie qu'on leur connaît de nos jours. C'est essentiellement après la Première Guerre mondiale que la pyramide va se constituer.
En 1909-1910, sous les deux séries nationales (Division d'Honneur et Promotion), se déroulent des championnats régionaux. Les clubs sont regroupés par zones géographiques. Celles-ci ne tiennent pas toujours compte du découpage administratif des provinces eu égard au petit nombre de clubs que connaissent certaines régions. Au fil des saisons, une hiérarchie de "Divisions" s'installe dans les différentes régions.
Des test-matches (appelés aussi barrages) sont organisés entre les vainqueurs de zones. À la fin d'un parcours, se compliquant au fil des saisons, les gagnants montent en Promotion.
Au fil des années, la montée vers la Promotion est déterminée par ces test-matches. Toutefois, un "principe d'élection" reste en vigueur pendant plusieurs saisons. Un « système de licence » bien avant l'instauration des fameux sésames actuels en quelque sorte.
Selon les régions (et selon les sources que l'on retrouve les concernant), les appellations Division 2 ou Division 3 sont courantes. Cela vient du fait que certaines séries régionales conservèrent le nom (Division 2) qu'elles portent avant la création de la  Promotion. En effet, avant cela leur vainqueurs de ces séries prenaient part au tournoi de fin de saison (appelé « Division 2 »,)  par zones géographiques et alors que le tournoi final regroupant les vainqueurs de zone s'appelle « Division 1 ». Localement d'autres séries sont considérées comme « Division 3 » et en portent le nom.
Mais il est bon de savoir qu'à cette époque pour la Fédération belge, il n'y a donc que deux "divisions nationales".